# Ebensee am Traunsee
Ebensee am Traunsee – gmina targowa w Austrii, w kraju związkowym Górna Austria, w powiecie Gmunden.
W okresie od 18 listopada 1943 do 6 maja 1945 w Ebensee znajdował się niemiecki obóz koncentracyjny, podobóz KL Mauthausen-Gusen. Obóz Ebensee został wyzwolony 6 maja 1945 r. przez wojska amerykańskie (3rd Cavalry Reconnaissance Squadron).
W mieście rozwinął się przemysł cementowy, meblarski oraz spożywczy.

## Współpraca
- Prato, Włochy
- Zawiercie, Polska